# クリオネ通り

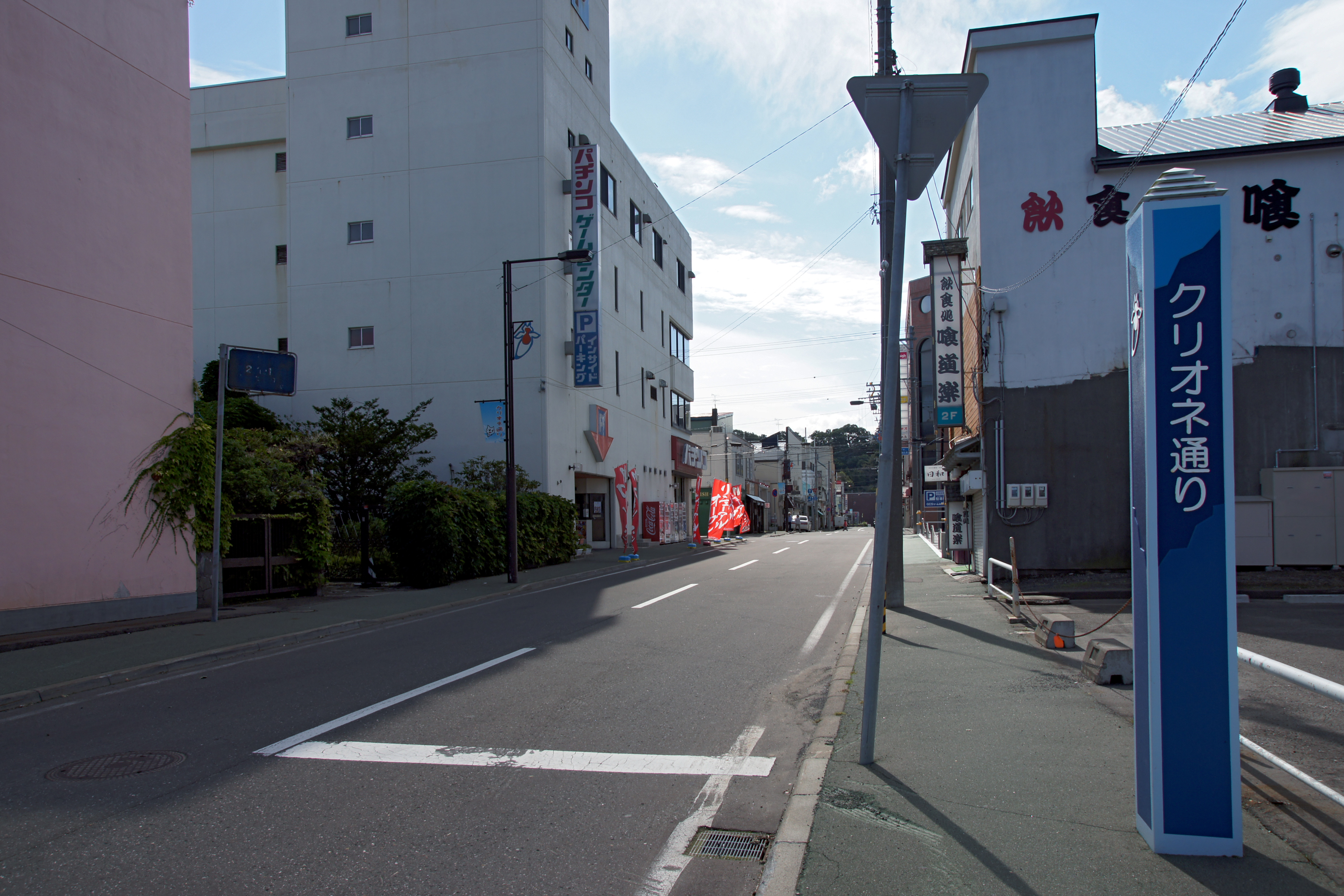
クリオネ通り

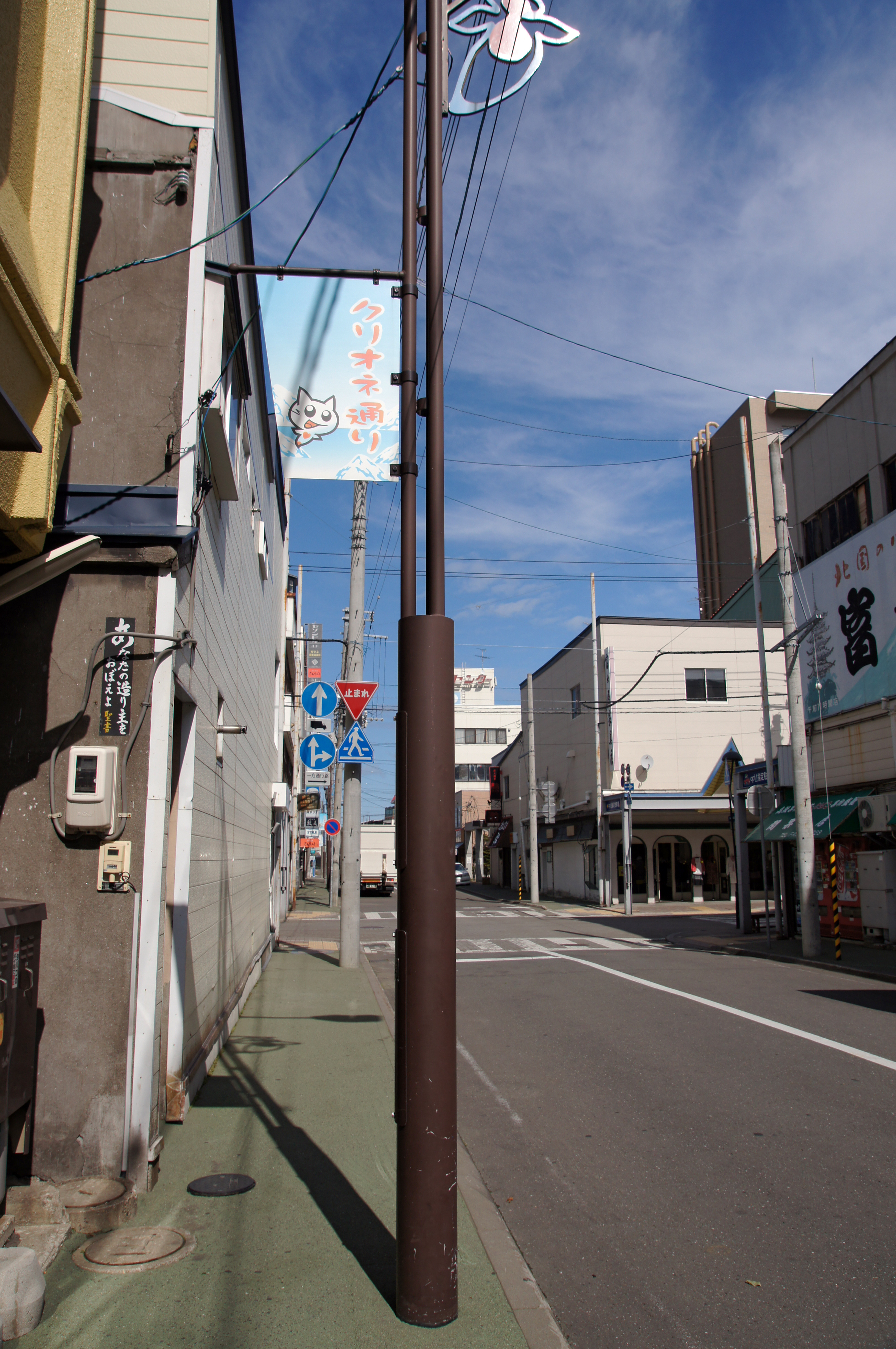
「クリリン」を描いた看板

クリオネ通り（クリオネどおり）は北海道網走市中心街にある通りの名称である。
網走バスターミナルの南中央通（北海道道23号網走停車場線）側向いから網走市民会館・網走市立美術館が建つ北海道道490号中園網走停車場線へ至る通りで、飲食店を中心に商店が立ち並び網走一の商業地を形成している。
通りには、マスコットキャラクター「クリリン」を描いた看板と街灯が設置されている。

## 所在地
北海道網走市西1丁目

## 交通アクセス
- 網走バスターミナル 徒歩1分
- JR釧網本線 桂台駅 徒歩10分
- JR石北本線 網走駅 徒歩15分

## 周辺
- 網走市民会館
- 網走市立美術館
- 永専寺（旧網走監獄正門）
- オホーツク・文化交流施設